# De bende van Jan de Lichte (boek)

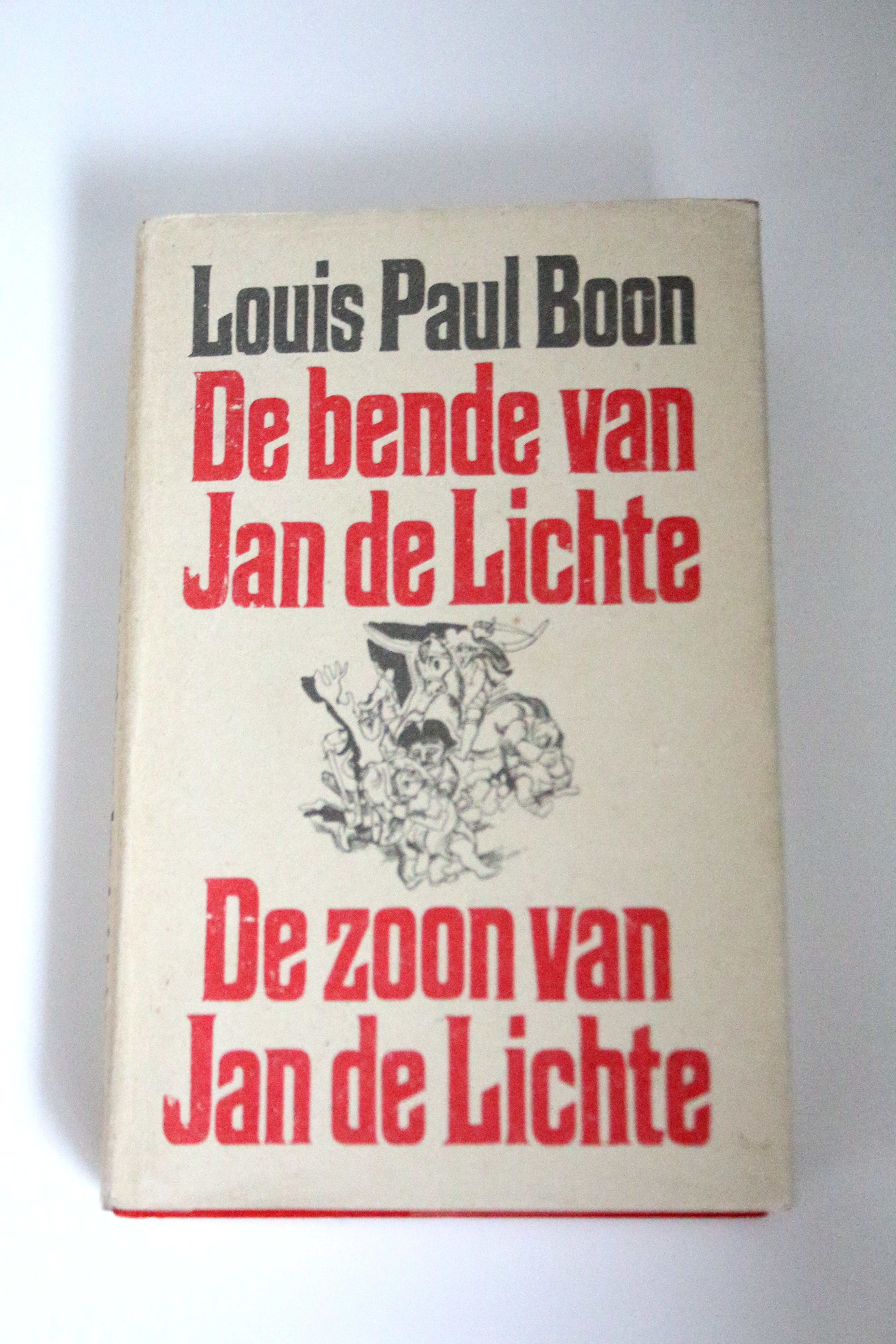
De bende van Jan de Lichte-De zoon van Jan de Lichte

De bende van Jan de Lichte is een historische roman van de Vlaamse schrijver Louis Paul Boon. Het boek verscheen vanaf najaar 1951 als feuilleton bij Het Laatste Nieuws en in 1957, in een vermeerderde versie, als boek bij De Arbeiderspers; deze laatste, door Wil Bouthoorn geïllustreerde versie werd nadien vele malen herdrukt. In het boek wordt het leven geromantiseerd van de 18e-eeuwse Zuid-Nederlandse bendeleider Jan de Lichte. In het boek wordt Jan de Lichte niet zomaar een bandiet maar ook een idealist, een voorvechter van de klasselozen tegen de gevestigde orde, een soort Robin Hood van Aalst. Bekend is de leuze van de bende Voor gene chanterik peu (bang voor niemand/ voor geen enkele ordehandhaver).
In 1961 verscheen een vervolg als De zoon van Jan de Lichte, over de fictieve zoon Louis de Lichte die zich vragen stelt over industrialisering en vooruitgangsgeloof.
Het boek werd bewerkt tot onder meer een toneelstuk door Pieter de Prins, een musical door Wim De Craene en een stripreeks door Nagel. In 2017 werd Boons roman door scenaristen Christophe Dirickx en Benjamin Sprengers gebruikt als basis voor de tiendelige Vlaamse televisieserie De Bende van Jan de Lichte naar de versie uit 1957. Het toneelstuk van Pieter de Prins werd in de zomer van 2022 op de mooie site van de Wiesbeekhoeve in Buggenhout gespeeld door Tejater Restant uit Buggenhout, in regie van Geert Defour. 